# 喬寶寶
喬寶寶（英語：Gill Mohinderpaul Singh，1970年4月23日—）原名喬·慕軒達保羅·星，簡稱喬保羅，香港演員，印度裔，英國國籍，香港永久居民，於香港成長。因為參加電視節目《殘酷一叮》而加入無綫電視成為演員，現已結束合約。喬寶寶加入娛樂圈前為香港懲教署二級懲教助理。他於1986年畢業於官立嘉道理爵士中學。
他亦是「千福大少」新加坡菜餐館的股東之一。2011年至2012年分别於《真相》飾演印裔大狀喬大狀（Mr.Gill）及《衝呀！瘦薪兵團》飾演印度裔香港人盛小龍（Inderpal、印度豹）而受到關注。

## 簡介
喬寶寶的祖父祖母1930年代曾跟隨一名英國商人從印度到上海打工，後因中國共產黨贏得國共內戰勝利而被迫舉家逃到香港。喬寶寶的爸爸則出生於上海。家中排名第三，上有兩個姐姐，下有一個妹妹，為家中獨子。
喬寶寶曾就讀格致書院小學部（小一至小四）和利瑪竇書院小學部（小五至小六），中學就讀於非华裔學校嘉道理爵士學校，畢業後輾轉加入香港懲教署工作16年。
喬寶寶於1990年結婚，與其印度籍太太Gurinder Kaur Gill育有兩子，長子Inderpal於1991年在香港出生，其兩子亦能操流利粵語，幼子Arvin於2003年出生時遇上沙士，一歲時發現患有先天性脊椎神經線毛病。2012年2月，其太太申請香港護照被拒絕，喬寶寶為了兩名在蘇格蘭升學及接受治療的兒子而舉家移民蘇格蘭，為此一度退出娛樂圈。《怒火街頭2》、《名媛望族》、《戀愛季節》及《巨輪》為其在無綫電視的暫別作。2013年5月8日，喬寶寶移民蘇格蘭。
2013年10月8日，喬寶寶宣佈回歸香港，並舉辦個人演唱會，他透露将復出娛樂圈。回歸無綫電視第一部作品為2014年4月開拍的《流氓皇帝》。
雖然2017年無綫網站刪除了他的演員資料來顯示他不再是合約藝人，但是喬寶寶其後於2018年為無綫拍攝《黃金有罪》。2020年初喬寶寶表示他仍然與無綫有某種合約，合約原本7月約滿；然而他決定與無綫提早解約，退出香港娛樂圈。至2020年3月25日，喬寶寶離開香港回到蘇格蘭和家人團聚，但若遇到有好劇本亦會回港客串。
喬寶寶現於蘇格蘭經營飲食業，自資開設印度餐廳。

## 演出作品

### 電視劇（無綫電視）
| 首播                   | 劇名             | 角色                                   |
| ---------------------- | ---------------- | -------------------------------------- |
| 2006年                 |                  |                                        |
| 4月10日-2007年3月10日  | 高朋滿座         | 羅亨利                                 |
| 8月28日-10月6日        | 鳳凰四重奏       | 亞 星                                  |
| 11月6日-12月15日       | 東方之珠         | 羅便臣（華龍上司）                     |
| 11月20日-2007年1月5日  | 賭場風雲         | 賭客                                   |
| 2007年                 |                  |                                        |
| 2月12日-3月9日         | 迎妻接福         | 金寶醫生                               |
| 3月12日-2008年8月7日   | 同事三分親       | 喬國寶（高級督察）                     |
| 6月4日-7月13日         | 學警出更         | 印度裔報案者                           |
| 8月6日-9月7日          | 爸爸閉翳         | Mr Ajit                                |
| 11月5日-12月1日        | 鐵咀銀牙         | 摩先生                                 |
| 2008年                 |                  |                                        |
| 1月28日-2月24日        | 和味濃情         | 廚師                                   |
| 4月21日-5月16日        | 原來愛上賊       | 咖哩餐廳老闆                           |
| 10月20日-2010年2月12日 | 畢打自己人       | Sam                                    |
| 2009年                 |                  |                                        |
| 5月4日-6月5日          | 老婆大人II       | 鴨巴甸（「神州國際」健康食品股東之一） |
| 8月18日-9月19日        | 古靈精探B        | 喬德理                                 |
| 9月7日-10月18日        | 有營煮婦         | 夏利民（Henry）                        |
| 10月19日-12月13日      | 富貴門           | Robin                                  |
| 11月30日-12月27日      | 巴不得爸爸...    | 帝國大廈保安                           |
| 2010年                 |                  |                                        |
| 3月8日-4月2日          | 秋香怒點唐伯虎   | 主持                                   |
| 6月14日-11月28日       | 天天天晴         | 印度廚師（第70集）                     |
| 6月28日-7月23日        | 情越雙白線       | 店員                                   |
| 9月20日-10月15日       | 翻叮一族         | 外國人（第3集）                        |
| 2011年                 |                  |                                        |
| 1月24日-2月18日        | 隔離七日情       | 托圖阿里                               |
| 2月21日-4月2日         | Only You 只有您  | Mr. Gill                               |
| 3月21日-10月30日       | 誰家灶頭無煙火   | 伊雲叔叔                               |
| 5月30日-6月24日        | 怒火街頭         | 街 坊                                  |
| 6月27日-7月29日        | 真相             | 喬大狀（Mr. Gill）                     |
| 9月12日-10月7日        | 不速之約         | 外國藥研專家                           |
| 10月3日-10月28日       | 荃加福祿壽探案   | 包租公                                 |
| 2012年                 |                  |                                        |
| 6月11日-7月6日         | 衝呀！瘦薪兵團   | 盛小龍（Interpal、印度豹）             |
| 6月24日-8月12日        | 飛虎             | 劫機恐怖份子（第13集）                 |
| 7月30日-8月25日        | 怒火街頭2        | 釗 叔                                  |
| 10月22日-12月14日      | 名媛望族         | Ali Malik                              |
| 2013年                 |                  |                                        |
| 2月11日-3月8日         | 戀愛季節         | Paul（春之章節）                       |
| 5月17日-6月13日        | 千謊百計         | Robinson（上海警長）                   |
| 9月23日-11月2日        | 巨輪             | 山度士（澳門司警）                     |
| 2014年                 |                  |                                        |
| 3月17日-4月18日        | 叛逃             | Gadin Patel                            |
| 2015年                 |                  |                                        |
| 7月6日－2016年4月1日   | 愛·回家 (第二輯) | Khamma                                 |
| 9月21日－10月23日      | 張保仔           | 帕拉狄                                 |
| 2016年                 |                  |                                        |
| 4月25日－5月27日       | 火線下的江湖大佬 | 梁材遠                                 |
| 7月4日－7月29日        | 完美叛侶         | 夏 利                                  |
| 12月12日－2017年1月1日 | 流氓皇帝         | 費 寅                                  |
| 2017年                 |                  |                                        |
| 1月16日－2月12日       | 乘勝狙擊         | 戴加星                                 |
| 2月13日－3月12日       | 迷               | Dr. Pi                                 |
| 9月18日－10月27日      | 使徒行者2        | 余樂成                                 |
| 2018年                 |                  |                                        |
| 3月5日－3月30日        | 翻生武林         | 力 士                                  |
| 2020年                 |                  |                                        |
| 1月6日－2月14日        | 黃金有罪         | 喬 琛(Sam)                             |

### 電視劇（其他）
- 2018年：冒險王衛斯理之藍血人 飾 山齊士
- 2019年：PTU機動部隊 飾 阿萊
- 2020年：戰毒 飾 蔡一波

### 電視節目（無綫電視）
- 2005年：殘酷一叮
- 2010年：千奇百趣香港地
- 2010年：千奇百趣Summer Fun
- 2011年：千奇百趣Winter Fun
- 2011年：怒食街頭
- 2015年：今晚睇李
- 2016年：Sunday好戲王
- 2016年：你健康嗎？（第二輯）
- 2016年：我愛香港

### 電影
- 2005年：雀聖2自摸天后 飾 清一星
- 2006年：春田花花同學會 飾 民歌餐廳侍應
- 2006年：寶貝計劃 飾 長毛
- 2007年：美女食神 飾 绑匪（客串）
- 2008年：青苔
- 2009年：月满轩尼诗 飾 神秘印度人
- 2009年：金钱帝国
- 2010年：72家租客 飾 街坊
- 2010年：婚前試愛
- 2011年：潮性辦公室 飾 咖哩王
- 2011年：勁抽福祿壽 飾 搬運工人
- 2011年：蜜桃成熟时33D 饰 IT大学教授
- 2014年：黑色喜劇 飾 叛徒
- 2015年：赤道
- 2015年：哪一天我們會飛 飾 德叔
- 2016年：鴨王2
- 2017年：同囚 飾 司徒康(懲教署監督)
- 2017年：我們的6E班 飾
- 2020年：時代 飾
- 2021年：我的印度男友 飾 Krishna爸爸

## 節目主持

### 電台節目（新城電台）
- 2015年11月29日起至2016年2月21日：新城數碼音樂台《三個老外一個墟》[16]（與布偉傑、河國榮主持）

## 書籍
- 2016年7月：《香港製造－我和我的南亞裔朋友》 青森文化出版　ISBN 9789888380596

## 軼事
根據2010年12月27日於無綫新聞六點半新聞報道及七點半新聞報道，喬寶寶加入娛樂圈前為二級懲教助理達16年。2001年，懲教署要求二級懲教助理在晉升懲教主任時需要接受中文考試。基於喬寶寶不懂書寫中文而無法晉升，後於2006年辭職。

## 政治立場
喬寶寶於2016年香港立法會選舉曾經支持親中派候選人梁美芬角逐連任。

## 影響
嶺南大學文化研究系副教授梁旭明指出，在喬寶寶出現之前，香港影視作品的南亞人角色多屬閒角或負面人物，甚至由華人演員化妝演出這些角色；自喬寶寶在演藝圈建立起詼諧而健康的形象，一定程度上促使影視作品的編導設計更多類型的南亞裔角色，也更樂於起用南亞裔演員。

## 外部連結
- 喬寶寶 bobo的Facebook專頁
- 喬寶寶的Instagram帳戶
- 喬寶寶的新浪微博
- 喬寶寶在香港影庫上的簡介
- tvbqbobo's Xanga Site（喬寶寶網誌）（页面存档备份，存于）
- Gill Mohindepaul SINGH
- 喬寶寶祖籍印度北部的旁遮普邦，在香港無綫電視資訊節目《原裝入口》中，客串介紹他的印度家鄉傳統飲食（页面存档备份，存于），包括咖喱Kari等。
- Spice up the city with Indian dreams （页面存档备份，存于）（A news article written by journalism students）
- 名人戰商界——黑妹益喬寶寶一齊「滾」 合股開火鍋店齊搵食 頭條日報